# Eurofonia
Eurofonia – album Leszka Kułakowskiego z nagraniem występu podczas 4. Komeda Jazz Festival w 1998 r., wydany w 2000 r. przez NotTwo Records (numer katalogowy: MW 717-2). Muzyka zawarta na płycie to połączenie muzyki współczesnej, jazzu i stylizowanego polskiego folkloru. Album wybrano „Płytą Roku 2000” w ankiecie magazynu Jazz Forum: „monumentalny „trzecionurtowy” projekt, w którym Leszek Kułakowski w interesujący sposób połączył doświadczenia i fascynacje muzyką klasyczną i jazzem”.

## Kontekst płyty
Kompozytor przy powstawaniu utworu „Eurofonia” był zainspirowany dążeniem Polski do Unii Europejskiej, mając za motto słowa: „Do Europy tak, ale z polską kulturą”. Wprowadzone elementy polskiego folkloru nadają kompozycji ton narodowy. Dzieło wpisuje się w tzw. Third Stream Music, gdzie ogólnym medium akcji muzycznej jest jazz. Atmosferę dramaturgii w „Eurofonii” wprowadza głos Olgi Szwajger.

## Lista utworów
| 1. | „Prolog - Andante” | 7:59  |
|    |                    |       |
| 2. | „Prolog - Finale”  | 5:55  |
|    |                    |       |
| 3. | „Wokaliza - Lento” | 8:52  |
|    |                    |       |
| 4. | „Mazurka – Presto” | 26:07 |
|    |                    |       |
|    |                    | 48:53 |
|    |                    |       |

## Twórcy
- Leszek Kułakowski – kompozycje, aranżacje, fortepian; produkcja muzyczna
- Olga Szwajgier – głos
- Leszek Żądło – saksofon sopranowy i tenorowy
- Robert Majewski – trąbka
- Andrzej Cudzich – kontrabas
- Marcin Jahr – perkusja
- The Słupsk Chamber Orchestra pod dyr. Bohdana Jarmołowicza
- Piotr Madziar – realizacja nagrań w MaDes w Poznaniu
- Michał Czerw – mastering w Polskim Radiu PiK
- Waldemar Michorzewski – zdjęcie na przedniej okładce, Jan Bebel – pozostałe zdjęcia
- Andrzej Wojnowski – projekt okładki
- Marek Winiarski – producent wykonawczy

## Wyróżnienia[3]
- 2001 – Pomorska Nagroda Artystyczna 2000 w dziedzinie „Muzyka” przyznana przez Wojewodę Pomorskiego Tomasza Sowińskiego i Kapitułę PNA – za wybitne łączenie folkloru, jazzu i muzyki współczesnej w „Eurofonii”
- 2001 – Album Roku w ankiecie czytelników „Jazz Top 2000” miesięcznika Jazz Forum
- 2013 – 50. miejsce wśród „Najlepszych nagrań w historii polskiego jazzu”, plebiscyt Programu Drugiego Polskiego Radia[4]